# كورونيل خوسيه دياس
كورونيل خوسيه دياس هي بلدية في ولاية بياوي في المنطقة الشمالية الشرقية من البرازيل.